# Brunogeierite
La brunogeierite (simbolo IMA: Bng) è un minerale molto raro del supergruppo dello spinello e in particolare degli ossispinelli, nella cui famiglia occupa un posto nel sottogruppo dell'ulvöspinello; appartiene alla classe dei minerali "silicati e germanati" con la composizione chimica idealizzata (Fe2+)2Ge4+O4 ed è quindi chimicamente un ferro-germanato. Strutturalmente, tuttavia, la brunogeierite appartiene al gruppo degli spinelli ed è stata quindi indicata anche come spinello di ferrite di germanio dai suoi primi descrittori. Secondo la notazione generale per gli spinelli (AB2X4), la formula per la brunogeierite può essere data come GeFe2+2O4.

## Etimologia e storia
La brunogeierite proveniente dal giacimento di rame-piombo-zinco-argento-germanio-cadmio "Tsumeb Mine" (anche Tsumcorp Mine) è stata scoperta per la prima volta vicino all'omonima città mineraria nella regione di Oshikoto in Namibia. È stato descritto per la prima volta nel 1972 da Joachim Ottemann e Bernhard Nuber, che hanno chiamato il minerale in memoria dell'ex capo mineralogista della Tsumcorp Bruno H. Geier (1902-1987) in onore dei suoi servizi allo studio della paragenesi minerale di Tsumeb.
Non è stata definita una posizione di stoccaggio per il campione tipo di brunogeierite.

## Classificazione
Secondo l'attuale classificazione dell'Associazione Mineralogica Internazionale (IMA), la brunogeierite insieme ad ahrensite, filipstadite, qandilite, ringwoodite e ulvöspinello forma il sistema nº 4.BB.05.
Nella Sistematica dei lapis (Lapis-Systematik) di Stefan Weiß, che è stata rivista e aggiornata l'ultima volta nel 2018 e che si basa ancora su questa vecchia forma della sistematica di Strunz, al minerale è stato assegnato il sistema e il minerale nº IV/B.04-050. Nella "Sistematica del lapis" questo corrisponde alla classe degli "ossidi e idrossidi" e lì al dipartimento "Ossidi con il rapporto di metallo : ossigeno = 3 : 4 (spinello tipo M3O4 e composti correlati)", dove la brunogeierite insieme alla coulsonite, alla magnesiocoulsonite, alla qandilite, all'ulvöspinello e alla vuorelainenite forma il gruppo degli "spinelli V/Ti/Ge" con il numero di sistema IV/B.04.
La Classificazione Nickel-Strunz, che è stata aggiornata l'ultima volta dall'IMA nel 2024, inizialmente ha classificato anche la brunogeierite nel dipartimento degli ossidi con un rapporto materiale di "metallo : ossigeno = 3 : 4 e simili". Questo è ulteriormente suddiviso in base alla dimensione relativa dei cationi coinvolti, in modo che il minerale si trovi nella suddivisione "Con solo cationi di medie dimensioni", dove è stato trovato insieme a cromite, cocromite, coulsonite, cuprospinello, filipstadite, franklinite, gahnite, galaxite, hercynite, jacobsite, magnesiocromite, magnesiocoulsonite, magnesioferrite, magnetite, manganocromite, nicromite, qandilite, spinello, trevorite, ulvöspinello, vuorelainenite e zincocromite costituiscono il "gruppo degli spinelli" con sistema nº 4.BB.05.
Dal 2011, tuttavia, la brunogeierite è stata classificata nella classe dei "silicati e germanati" e si trova insieme alla ringwoodite, nel nuovo gruppo definito "gruppo della ringwoodite" con il numero di sistema 9.AC.15 all'interno della suddivisione dei "nesosilicati senza anioni aggiuntivi; cationi in coordinazione ottaedrica [6]".
Nella classificazione dei minerali Dana, utilizzata principalmente nel mondo anglosassone, la brunogeierite ha il numero di sistema e minerale 07.02.02.07. Questo corrisponde alla classe di "Ossidi e idrossidi" e lì al dipartimento "Ossidi multipli". Qui il minerale si trova insieme a magnesioferrite, jacobsite, magnetite, franklinite, trevorite e cuprospinello nel "sottogruppo del ferro" con il numero di sistema 07.02.02 all'interno della suddivisione "ossidi multipli (A+B2+)2X4, gruppo dello spinello".

## Chimica
Il composto teorico idealizzato Fe2+2Ge4+O4 è costituito per il 44,98% da ferro (Fe), per il 29,25% da germanio (Ge) e per il 25,77% da ossigeno (O). Tuttavia, la microanalisi a fascio di elettroni del materiale tipo di Tsumeb ha rivelato che una piccola parte del germanio, compresa tra lo 0,05 e lo 0,13%, è sostituita dal ferro. La formula empirica opportunamente aggiustata è data come (GexFe1-x)Fe2O4 con un valore per x = da 0,87 a 0,95.

## Abito cristallino
La brunogeierite cristallizza nel sistema cristallino cubico nel gruppo spaziale Fd3m (gruppo spaziale nº 227) con la costante di reticolo a = 8,41 Å e 8 unità di formula per cella unitaria. Molto raramente sviluppa cristalli fino a circa 5 mm di dimensione, visibili a occhio nudo.

## Origine e giacitura
La bronogeierite solito si trova circondato da stottite sotto forma di rivestimenti crostosi di 40-50 μm sulla tennantite, che a sua volta contiene inclusioni di renierite. Allo stesso modo, la brunogeierite può essere racchiusa da sfalerite e magnetite.
Nella sua località tipo, la "miniera di Tsumeb" in Namibia, la brunogeierite si è formata nel giacimento polimetallico della zona di ossidazione inferiore ad una profondità di circa 930 metri, più precisamente al di sotto del 29º livello, che si trova a una profondità di 922,6 m. La galena, la tennantite, la renierite, la smithsonite, la stottite e la cerussite sono state trovate come minerali complementari.
La brunogeierite è una delle formazioni minerali molto rare ed è stata quindi trovata solo in pochi campioni provenienti da due paesi. Oltre alla "miniera di Tsumeb" il minerale è stato trovato anche in alcune località della Francia, più precisamente nella regione dell'Occitania.
Oltre alla brunogeierite, un giacimento di piombo-zinco vicino a Carboire, nel dipartimento dell'Ariège, contiene anche il minerale carboirite (qui scoperto per la prima volta), i minerali di germanio argutite e briartite, nonché la magnetite come ulteriore spinello. La brunogeierite è stata trovata anche nei vicini villaggi di Saubé (comune di Cauflens) e Sentein-Bentaillou (comune di Saint-Girons).
Nel dipartimento dell'Alta Garonna, la brunogeierite è stata trovata insieme ad argutite, cassiterite e sfalerite nei giacimenti di Plan d'Argut e Rimbatz nei pressi di Argut-Dessous, in diversi siti nel comune di Bagnères-de-Luchon, e a Pal Bidao e Pale de Raze (comune di Saint-Béat).
Nel dipartimento degli Alti Pirenei, la brunogeierite è apparsa insieme all'argutite, alla cassiterite e alla sfalerite a Lèches, vicino alla città di Lourdes.
La brunogeierite può anche essere prodotta sinteticamente mescolando ferro (Fe), magnetite (Fe3O4) e ossido di germanio (IV) (GeO2) in un rapporto di 1:1:2 e riscaldandola a 1000 °C per sei giorni, producendo cristalli ottaedrici ben sviluppati.

## Forma in cui si presenta in natura
Il minerale è generalmente opaco e di colore da grigio a nero-grigiastro con riflessi interni brunastri al microscopio a luce riflessa. Le superfici dei cristalli hanno una debole lucentezza metallica.